# Mount Cunningham
Mount Cunningham ist ein 1270 m hoher Berg auf der Südseite Südgeorgiens. Er ragt unmittelbar nordöstlich des Kopfendes der Queen Maud Bay auf.
Der South Georgia Survey kartierte den Berg im Zuge seiner von 1951 bis 1957 dauernden Vermessungskampagne Südgeorgiens. Namensgeber ist der schottische Bergsteiger John Crabbe Cunningham (1927–1980), ein Mitglied des South Georgia Survey von 1955 bis 1956.